# Прикордонний Дмитро Максимович
Дмитро́ Макси́мович Прикордо́нний (1912, село Михайлівці, Снітківська волость, Могилівський повіт, Подільська губернія, Російська імперія, тепер Могилів-Подільський район, Вінницька область — 29 жовтня 1980) — український радянський журналіст, відповідальний редактор газети «Радянська Україна». Перший редактор ілюстрованого журналу «Україна». Головний редактор сценарно-редакційної колегії Держкіно Української РСР. Кандидат у члени ЦК КПУ в січні 1949 — січні 1956 року. Заслужений працівник культури УРСР (16.01.1973)

## Біографія
Член ВКП(б) з 1932 року.
Перебував на журналістській роботі. Був відповідальним редактором районної газети, кореспондентом Радіотелеграфного агентства (РАТАУ) Української РСР. З травня 1941 року — перший редактор ілюстрованого журналу «Україна».
З липня 1941 року — в Червоній армії, учасник німецько-радянської війни. Працював редактором газети «Вперед, за Родину!» Південного і Північно-Кавказького фронтів. На 1945 рік — відповідальний редактор газети Київського військового округу «Ленинское знамя».
З середини 1940-х років до січня 1952 року — заступник відповідального редактора республіканської газети «Радянська Україна». У листопаді 1948 — травні 1949 року — в.о. відповідального редактора республіканської газети «Радянська Україна». Працював також редактором видавництва «Радянський письменник» у Києві.
У січні 1952 — вересні 1955 року — відповідальний редактор газети «Радянська Україна».
З вересня 1955 року — відповідальний редактор Кримської обласної україномовної газети «Радянський Крим». Працював кореспондентом московського журналу «Огонёк».
У 1970-х роках — головний редактор сценарно-редакційної колегії Держкіно Української РСР.

## Звання
- капітан
- майор

## Нагороди
- Орден Трудового Червоного Прапора (1958)
- Орден Червоної Зірки (15.02.1943)
- ордени
- медалі
- Заслужений працівник культури УРСР (16.01.1973)

## Фільмографія
- «Вогні Придніпров'я» (1976, документальний фільм автор сценарію у співавторстві з В. Шкуриним; режисер В. Шкурин) та ін.